# Chromodoris preciosa
Chromodoris preciosa is een zeenaaktslak die behoort tot de familie van de Chromodorididae. Deze slak leeft in de Indische Oceaan. Deze soort is heel moeilijk te identificeren vanwege de zeer kleine verschillen met enkele andere soorten. Verder onderzoek zou er kunnen op wijzen dat eerder als verschillende soorten omschreven slakken slechts kleurvarianten zijn van één bepaalde soort.
De slak is wit, met een 3-kleurige rand (geel, rood en violet). De kieuwen en de rinoforen zijn opvallende rood met witte kringen. Ze wordt, als ze volwassen is, zo'n 1 tot 3 cm lang.